# Miloslav Toman
Miloslav Toman ( n. 1932) es un botánico, nacido en Praga.

## Obra
- 2003. Podezřelá, většinou nejspíše vysazená naleziště pseudoxerotermní květeny na území Ústeckého kraje. Podřipsko, Roudnice n.L., 13 : 110-131

- 2002. Dvě problematické lokality okolí Roudnice n.L. Podřipsko, Roudnice n.L., 12 : 26-34

- 2000. Problematika klenečského hvozdíku. Podřipsko, Roudnice n.L., 10 : 134-139

- 1991. Ein Beitrag zur Entwicklung der Vegetation in Böhmen während des Quartärs. Feddes Repert. Berlín, 102 : 151-157

- 1990. Ein weiterer Beitrag zur Kenntnis der Populationsstruktur und zur Taxonomie von Festuca Sect. Festuca in Böhmen (ČSSR). Feddes Rep., Berlín, 101: 1 - 40

- 1988. Beiträge zum xerothermen Vegetationskomplex Böhmens. Feddes Repert. Berlín, 99 : 33-80, 205-235, 339- 376, 565-602

- 1986. Taxonomische Problematik und Populationscharakteristik des angeblichen Endemiten der tschechoslovakischen Flora, Dianthus novakii. Gleditschia, Berlín, 14 : 69-84

- 1981. Die Gesellschaften der Klasse Festuco- Brometea im westlichen Teil des böhmischen Xerothermgebietes. Feddes Repert. Berlín, 303-332, 433- 498, 569-601

- 1974. Populationsanalyse der Sammelart Festuca cinerea in Böhmen. Feddes Rep. Berlín, 85: 333 - 374

- 1973a. Rozšíření některých stepních druhů v Čechách. Sborník Ped. Fak. Ústí n.L. Řada přír. Ústí nad

Labem, 2 : 21-102
- 1973b. Psamofilní vegetace Terezínské kotliny. Preslia, Praha, 45 : 70 - 86

- 1967. Rozšíření dubu pýřitého v severních Čechách. Preslia, Praha, 39 : 83-93

- 1952. Silene otites (L.) Wibel subsp. pseudo-otites (Bess.) A.Gr. v Čechách.- Českosl. bot. Listy, Praha, 4 : 71

### Libros
- 2008. Nachricht über “einigen”[einige] Forschungen und Erwägungen aus den Bereichen Historie, Botanik und Astronomie (Mensaje sobre [algunos] "temas" de investigación y consideraciones en las áreas de historia, la botánica y la astronomía. Ed. Nove, 435 pp. ISBN 3852512956 en línea

- 1984. Das Asplenietum serpentini und seine Kontaktgesellschaften auf dem Serpentinit-Komplex im Slavkovský les(Kaiserwald) bei Mariánské (Marienbad) in Westböhmen (ČSSR) (Asplenietum serpentini y sus socios de contacto en el complejo serpentinita en Slavkov (Kaiserwald) a Mariánské (Marienbad) en el oeste de Bohemia (Checoslovaquia). Con Wolfgang R. Müller-Stoll, 23 pp.

- 1981. Die Gesellschaften der Klasse Festuco-Brometea im westlichen Teil des böhmischen Xerothermgebietes, 3 (La asociación de la clase Festuco-Brometea en la parte occidental de la Xerothermgebietes Bohemia). 33 pp.

- 1973. Sborník Pedagogické fakulty v Ústí nad Labem: Řada přírodovědná (Actas de la Facultad de Educación en Usti nad Labem: Serie de historia natural). Editor Severočeské nakladatelství, 102 pp.

- 1968. Malá severočeská květena: Příručka k nácviku určování rostlin (Flora de Bohemia del Norte: Guía para practicar la identificación de las plantas). 2ª edición de Severočeské nakladatelství, 99 pp.

- 1963. Po stopách původní severočeské květeny (Tras las huellas de la flora original del Norte). Editor Ustav pro další vzděláváni učitelů a výchovných pracovníků, 59 pp.

- La abreviatura «M.Toman» se emplea para indicar a Miloslav Toman como autoridad en la descripción y clasificación científica de los vegetales.[1]